# O Vigilante (jornal)
O Vigilante foi um jornal brasileiro editado em Porto Alegre.
Editado por José Apolinário Pereira de Morais, foi um jornal de tendências republicanas. Iniciou sua circulação em 4 de janeiro de 1830, encerrando suas atividades em 1831 ou 1832.
Era impresso em formato 16 x 22 com quatro páginas.